# Orgyia hopkinsi
Orgyia hopkinsi är en fjärilsart som beskrevs av Collenette 1937. Orgyia hopkinsi ingår i släktet fjädertofsspinnare, och familjen tofsspinnare. Inga underarter finns listade i Catalogue of Life.